# Franz von Waldersee (général)
Ne doit pas être confondu avec Franz von Waldersee (écrivain).
Franz Heinrich Georg comte von Waldersee (né le 25 avril 1791 à Dessau et mort le 16 janvier 1873 à Breslau) est un général de cavalerie prussien.

## Biographie

### Origine
Franz est issu de la famille noble von Waldersee. Il est le fils du maître de cour ducal d'Anhalt-Dessau Franz von Waldersee (1763-1823) et de sa femme Luise, née comtesse d'Anhalt (1767-1842) à Potsdam. Son jeune frère est le lieutenant général prussien et ministre de la guerre Friedrich von Waldersee (1795-1864).

### Carrière militaire
Waldersee s'engagea le 22 février 1806 comme Junker dans le 1er régiment de dragons (de) de l'armée prussienne. Le 23 novembre 1812, il devient premier lieutenant. Il participe à la campagne de 1813 comme capitaine d'état-major dans le régiment des Gardes du Corps et prend part aux batailles de Lützen, Bautzen, Groß Beeren et Leipzig. Le 5 juin 1815, il devient Rittmeister et est promu major le 30 mars 1819. Après une longue période de paix, il devient chef du 3e régiment d'uhlans (pl) le 21 septembre 1832 et est nommé commandant du régiment le 25 septembre 1832. Le 18 février 1834, Waldersee est transféré au régiment des Gardes du Corps en tant que commandant. Dans cette position, il est promu lieutenant-colonel le 30 mars 1834 et colonel le 30 mars 1836. Le 25 mars 1841, il devient commandant de la 2e brigade de cavalerie de la Garde et est promu major général le 7 avril 1842. Le 14 février 1848, il devient chef de la brigade de cavalerie de la Garde et est promu lieutenant-général le 8 mai 1849. Du 15 août 1856 au 14 août 1864, il est général commandant du 5e corps d'armée à Posen. Entre-temps, il est promu général de cavalerie le 18 septembre 1858. Waldersee rend le corps d'armée le 13 juin 1859 et devient ensuite gouverneur de Posen. Entre le 18 mai 1864 et le 1er mai 1870, il est gouverneur de Berlin et pendant l'absence du maréchal Frédéric von Wrangel à l'occasion de la guerre austro-prussienne en 1866, il est chargé d'occuper le poste de haut commandant des Marches. En cette qualité, le roi Guillaume Ier lui décerne le 23 mars 1868 l'étoile et le grand commandeur de l'ordre de la Maison Royale de Hohenzollern.
Le 2 mai 1870, Waldersee est mis à disposition, tout en restant dans ses fonctions de chef du 4e régiment de dragons (pl) avec pension.

### Décorations militaires
Waldersee est décoré à plusieurs reprises au cours de sa vie pour ses mérites. Il est récipiendaire des ordres et décorations suivants :
- Ordre russe de Sainte-Anne de 2e classe avec diamants le 26 novembre 1834
- Ordre de Saint-Stanislas de 2e classe le 8 juin 1838
- Commandeur de l'ordre de la Couronne de Wurtemberg le 13 juin 1838
- Commandeur de l'ordre de Guelfes le 16 juillet 1840
- Commandeur de l'ordre d'Henri le Lion le 17 décembre 1840
- Croix de Chevalier de l'ordre de l'Épée le 22 juillet 1841
- Ordre de la Couronne de fer de 1re classe le 17 octobre 1846
- Grand-Croix de l'ordre impérial de Léopold le 21 décembre 1852
- Grand-Croix de l'ordre d'Albert l'Ours le 30 mars 1857
- Croix d'Honneur de 1re classe de l'ordre de la Maison Princière de Hohenzollern le 18 mars 1858
- Grand-Croix de l'ordre de l'Aigle rouge le 18 octobre 1861
- Ordre de l'Aigle noir le 17 mars 1863
- Ordre Alexandre-Nevski du 19. mars 1864
- Ordre de la Couronne de Saxe le 27 décembre 1866
- Ordre de Saint-Vladimir de 1re classe le 25 juin 1867

### Famille
Le 27 décembre 1823, Waldersee se marie à Berlin avec Bertha Wilhelmine Friederike von Hünerbein (née le 20 mars 1799 à Berlin et mort le 24 janvier 1859 à Posen). Elle est la fille du général Friedrich Heinrich Karl von Hünerbein. Les enfants suivants sont nés de ce mariage :
- Georg (1824–1870), colonel prussien, commandant du 4e régiment de grenadiers de la Garde marié avec Laura von Knoblauch (1836–1904)
- Karl (1826-1842)
- Amalie (1828-1911) mariée avec Woldemar von Pfeil und Klein-Ellguth (de) (1815-1878), chambellan prussien et capitaine du château de Breslau
- Friedrich Franz (de) (1829-1902), lieutenant général prussien
- Alfred (1832-1904), maréchal prussien marié avec Mary Esther Lee (1838-1914), veuve de Frédéric de Schleswig-Holstein-Sonderbourg-Augustenbourg
- Franz (1835-1903), vice-amiral allemand marié avec Helene von Wilamowitz-Möllendorff (1850-1917)